# Marcusiaxius
Marcusiaxius is een geslacht van kreeftachtigen uit de klasse van de Malacostraca (hogere kreeftachtigen).

## Soorten
- Marcusiaxius colpos Kensley & Heard, 1991
- Marcusiaxius lemoscastroi Rodrigues & de Carvalho, 1972
- Marcusiaxius minutus (Coelho, 1973)
- Marcusiaxius torbeni Sakai, 1992
- Marcusiaxius wamsoi Poore, 1997